# Karl-Heinz Mosakowski
Karl-Heinz Mosakowski (* 21. Mai 1929) ist ein ehemaliger deutscher Fußballspieler. Als Mittelstürmer der Eintracht Bad Kreuznach und des TuS Neuendorf absolvierte er in den Jahren 1955 bis 1961 in der Oberliga Südwest 109 Spiele und erzielte dabei 49 Tore.

## Laufbahn
Mit 20 Jahren begann die höherklassige Laufbahn des Angreifers Karl-Heinz Mosakowski beim VfL Bochum 1949/50 in der damaligen 2. Liga West. Der Stürmer erzielte in seinem Debütjahr in der 2. Liga in 25 Verbandsspielen neun Tore und der VfL belegte den 12. Rang. Nach drei Runden mit insgesamt 64 Rundenspielen und 22 Toren wechselte der „Mosa“ gerufene Offensivspieler nach Süddeutschland und schloss sich dem ASV Durlach in der 2. Liga Süd zur Saison 1952/53 an. Im dritten Jahr in Karlsruhe, 1954/55, stieg die Mannschaft vom Durlacher Turmbergstadion als Tabellenletzter in das Amateurlager in Nordbaden ab und Mosakowski wechselte gemeinsam mit seinem Offensivkollegen Karl Brunn in das Nahetal zu Eintracht Kreuznach in die erstklassige Oberliga Südwest.
Das erste Spiel in der Oberliga Südwest absolvierte „Mosa“ am 28. August 1955 in einem Heimspiel gegen den FK Pirmasens. Beim überraschenden 4:1-Erfolg führte er sich mit zwei Treffern ein. Am Rundenende hatte der Stürmer alle 30 Rundenspiele absolviert und dabei 21 Tore erzielt. Er belegte damit den 3. Rang in der Südwesttorschützenlister hinter Horst Schmutzler (30 Tore) und Willi Wenzel (23 Tore). Der 1. FC Kaiserslautern gewann vor TuS Neuendorf die Meisterschaft und Kreuznach erreichte den achten Rang. In seiner zweiten Runde bei der Eintracht ragt der 2:1-Heimerfolg am 8. Dezember 1957 gegen die „Roten Teufel“ vom Betzenberg heraus, die unter anderem mit Friedel Späth, Karl Schmidt, Horst Eckel, Fritz Walter und Ottmar Walter angetreten waren. Mosakowski erzielte beide Treffer gegen die „Walter-Elf“ an der Heidenmauer. Von 1955 bis 1958 kam der torgefährliche Angreifer in Kreuznach auf 85 Oberligaeinsätze, in denen er 45 Tore erzielte. Zur Saison 1958/59 zog es ihn an das „Deutsche Eck“ nach Koblenz zum Ligakonkurrenten TuS Neuendorf. Neben Mitspielern wie Günther Kasperski und Otto Hölzemann konnte der Neuzugang aus Kreuznach im Sommer 1959 den Abstieg in die 2. Liga Südwest nicht verhindern. Umgehend gelang mit der Vizemeisterschaft 1959/60 die Oberligarückkehr. Mit zwei Einsätzen und einem Torerfolg – die Heimspiele gegen Phönix Ludwigshafen (4:1) und den 1. FC Saarbrücken (0:3) – beendete er nach der Saison 1960/61 seine höherklassige Laufbahn.

## Statistik
- 2. Oberliga West

| Einsätze | Tore | Saison  | Verein     |
| -------- | ---- | ------- | ---------- |
| 25       | 9    | 1949/50 | VfL Bochum |
| 26       | 7    | 1950/51 | VfL Bochum |
| 13       | 6    | 1951/52 | VfL Bochum |
| 64       | 22   | gesamt  | gesamt     |

- 2. Oberliga Süd

| Einsätze | Tore | Saison  | Verein      |
| -------- | ---- | ------- | ----------- |
|          |      | 1952/53 | ASV Durlach |
|          |      | 1953/54 | ASV Durlach |
|          |      | 1954/55 | ASV Durlach |
|          |      | gesamt  |             |

- Oberliga Südwest

| Einsätze | Tore | Saison  | Verein                  |
| -------- | ---- | ------- | ----------------------- |
| 30       | 21   | 1955/56 | Eintracht Bad Kreuznach |
| 25       | 14   | 1956/57 | Eintracht Bad Kreuznach |
| 29       | 10   | 1957/58 | Eintracht Bad Kreuznach |
| 23       | 3    | 1958/59 | TuS Neuendorf           |
| 2        | 1    | 1960/61 | TuS Neuendorf           |
| 109      | 49   | gesamt  | gesamt                  |

- 2. Oberliga Südwest

| Einsätze | Tore | Saison  | Verein        |
| -------- | ---- | ------- | ------------- |
|          |      | 1959/60 | TuS Neuendorf |
|          |      | gesamt  |               |